# Salacia macrosperma
Salacia macrosperma är en benvedsväxtart som beskrevs av Wight. Salacia macrosperma ingår i släktet Salacia och familjen Celastraceae. Inga underarter finns listade.